# Љубо Бабић (политичар)
Бабић Љубо (Ламинци, 1916 — Београд, 2014), учесник Народноослободилачке борбе, друштвено-политички радник СФРЈ и амбасадор.

## Биографија
Студирао је Правни факултет у Београду. Члан Савеза комунистичке омладине Југославије (СКОЈ) постао је 1935. године, а од 1940. је био члан и Комунистичке партије Југославије (КПЈ). Учествовао је у припреми устанка 1941. године на подручју Дрвара, Босанског Грахова и Гламоча. У НОР-у је командовао партизанским одредима за срез Босанско Грахово и околину, Дрварском бригадом, Првим крајишким НОП одредом и био политички комесар Седме крајишке бригаде. Радио је на организацији народне власти. Био је и члан Другог и Трећег заседања Антифашистичког већа народног ослобођења Југославије и члан ЗАВНОБиХ. После рата постаје члан ЦК СКЈ-а, члан СИВ-a, председник Комитета за спољну трговину, амбасадор у Пољској, Чехословачкој и др.
Носилац је Партизанске споменице 1941. и других југословенских одликовања, међу којима су Орден народног ослобођења и Орден братства и јединства са златним венцем.